# Khoa
Il Khoa è un prodotto lattiero-caseario ampiamente usato nella cucina del subcontinente indiano, che racchiude la cucina indiana, la cucina nepalese, la cucina del Bangladesh e la cucina pakistana. È composto o da latte intero in polvere o da latte addensato mediante il riscaldamento dello stesso in un tegame di ferro aperto. La sua umidità è inferiore rispetto a quella degli altri tipici formaggi freschi quali, ad esempio, la ricotta.

## Preparazione

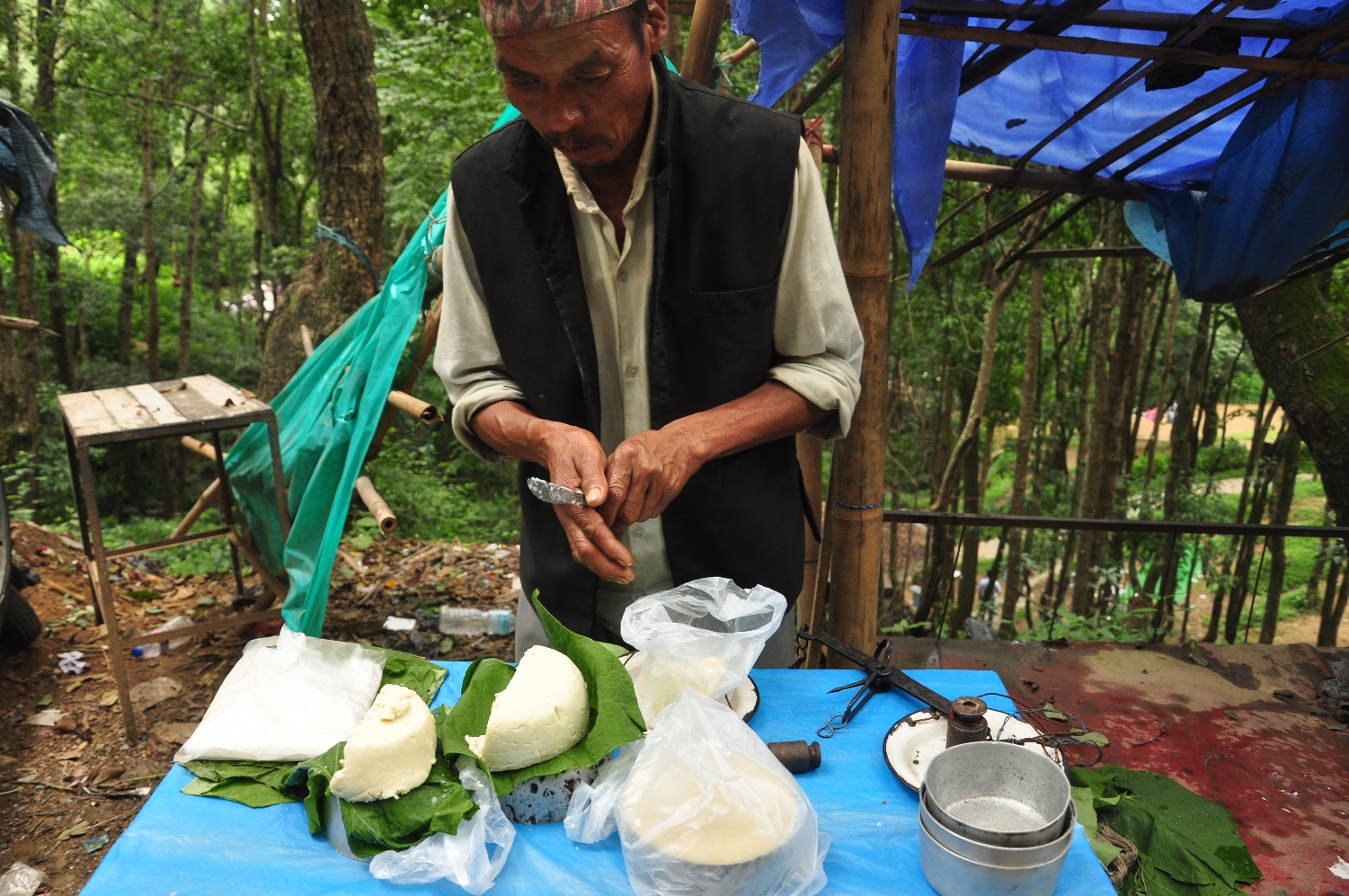
Venditore di Khuwa in Nepal

Per una normale produzione di Khoa è necessaria una concentrazione di latte pari a un quinto del suo quantitativo totale. L'utilizzo del Khoa è alla base di una vasta varietà di dolci indiani e, in India, ne vengono prodotte annualmente circa 600 000 tonnellate. Il Khoa è un derivato del latte di mucca e del bufalo d'acqua e viene realizzato facendo sobbollire - a fuoco medio e per diverse ore - il latte intero, all'interno di un ampio tegame di ferro poco profondo.
La graduale evaporazione dell'acqua contenuta nel latte fa permanere solamente i solidi del latte. La temperatura ideale per evitare che il latte si bruci è di circa 80 °C (180 °F). Un ulteriore e rapido metodo per realizzare il Khoa consiste nell'aggiungere del latte intero in polvere a del latte scremato, mescolare il tutto e riscaldare fino al raggiungimento di una densa consistenza. Il risultato di questo secondo metodo di preparazione può, tuttavia, non presentare le stesse caratteristiche del Khoa preparato tradizionalmente.
Il Khoa, normalmente, è di colore bianco o giallo pallido. Se preparato durante l'inverno, può anche essere conservato per consumarlo in estate e, conseguentemente, potrebbe acquisire una sfumatura verdognola e una consistenza granulosa dovute alla presenza di una muffa superficiale totalmente innocua. Per questo motivo viene chiamato Hariyali (Khoa verde) e viene utilizzato, come ingrediente, nelle ricette in cui il Khoya viene perfettamente cotto come, ad esempio, per la preparazione del Gulab jamun.. Con l'avvento della refrigerazione, la produzione di Hariyali è ormai rara.

## Tipologie
Si possono distinguere differenti tipologie di Khoya in base al contenuto d'umidità. Difformi tipi di khoya vengono usati per preparazioni diverse.
- Il Batti, che significa "roccia", ha un'umidità del 20% del peso e ha una consistenza più dura di quella degli altri tre tipi; può essere grattugiato come il formaggio. La sua stagionatura può durare fino a un anno, durante il quale il prodotto acquisisce il suo aroma inconfondibile e la sua superficie esterna si ricopre di muffa.[2]
- Il Chikna ("scivoloso" o "molle") Khoya ha il 50% d'umidità.[2]
- Il Daanedaar è una varietà granulosa. Il latte viene coagulato con un acido durante la sobbollitura; presenta un moderato tenore d'umidità.[2] Viene utilizzato per la preparazione del Kalakand, del Gourd barfi e di altri dolci.[3]
- Il Pindi, il Khoya asciutto, è usato per la preparazione del Barfi e del Peda.[3]
- Il Dhap, una varietà meno asciutta, costituisce un ingrediente principale per la preparazione del Gulab jamun e del Pantua.[3]

## Usi

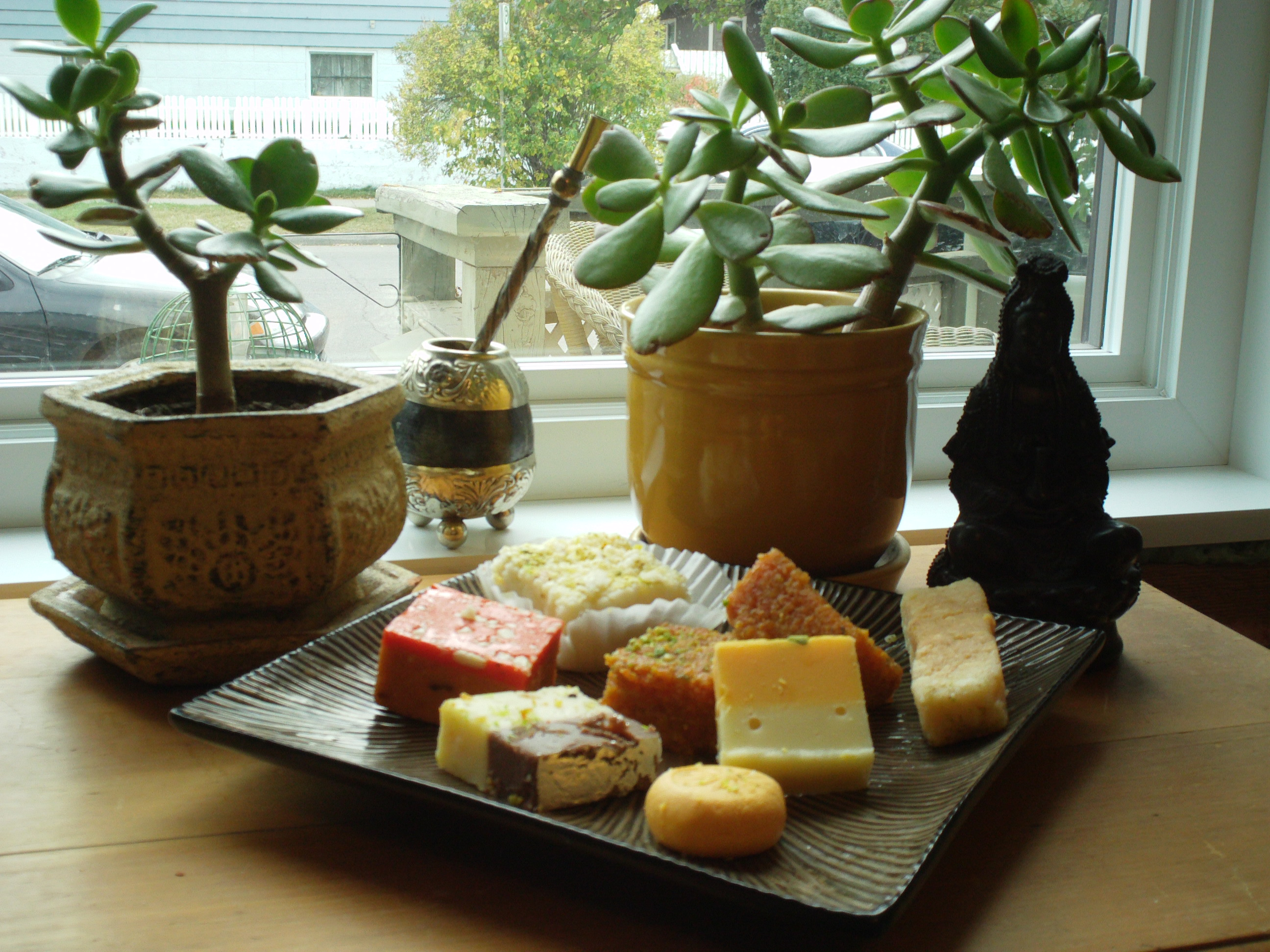
Assortimento di Barfi a base di Khoa, mandorle e zucchero

Il Khoa viene usato in molti tipi di dolci: 
- Il Pedha è Khoa zuccherato dalla forma di piccole sfere o di dischi spessi (simili alle polpettine) con l'aggiunta di aromi quali lo zafferano e/o il cardamomo.
- Il Gulab jamun, anch'esso un dolce dalla forma sferica a base di Khoya, successivamente fritto e messo a bagno nell'acqua di rose aromatizzata con dello zucchero o sciroppo di miele. È un dolce indiano molto rinomato.
- Il Barfi (o Burfi) viene anch'esso insaporito, ma il Khoa non costituisce l'unico ingrediente. Generalmente, un ulteriore ingrediente, come la polpa di frutta addensata o il trito di cocco, viene aggiunto al Khoya e successivamente cotto lentamente fino a quando l'umidità sia evaporata quanto basta per ottenere la consistenza del fudge e venire quindi schiacciato e tagliato in porzioni dalla forma rettangolare, di un parallelogramma o di un diamante.
- Il Gujia, è un dolce costituito da gnocchi ripieni con Khoa.
- L'Halva è essenzialmente un fudge che si realizza aggiungendo lo sciroppo di zucchero e il khoa all'amido di frumento o all'amido di mais, al fine di dargli la consistenza e il gusto di un prodotto lattiero-caseario. La maggior parte delle ricette dell'halva, tuttavia, possono omettere il Khoa tra la lista degli ingredienti, ricorrendo solamente all'uso dell'amido e dello zucchero, oltre che delle scaglie di noci, delle spezie come il cardamomo e/o lo zafferano e degli aromi quali l'acqua di rose e il pandanus.